# Риджвей (Міссурі)
Риджвей (англ. Ridgeway) — місто (англ. city) в США, в окрузі Гаррісон штату Міссурі. Населення — 372 особи (2020).

## Географія
Риджвей розташований за координатами 40°22′40″ пн. ш. 93°56′16″ зх. д. / 40.37778° пн. ш. 93.93778° зх. д. (40.377823, -93.937845).  За даними Бюро перепису населення США в 2010 році місто мало площу 3,17 км², з яких 3,15 км² — суходіл та 0,02 км² — водойми.

## Демографія
Згідно з переписом 2010 року, у місті мешкали 464 особи в 197 домогосподарствах у складі 123 родин. Густота населення становила 146 осіб/км².  Було 242 помешкання (76/км²).
Расовий склад населення:
| - 98,5 % — білих - 0,6 % — азіатів - 0,2 % — корінних американців - 0,2 % — чорних або афроамериканців |

До двох чи більше рас належало 0,4 %. Частка іспаномовних становила 0,9 % від усіх жителів.
За віковим діапазоном населення розподілялося таким чином: 26,3 % — особи молодші 18 років, 51,3 % — особи у віці 18—64 років, 22,4 % — особи у віці 65 років та старші. Медіана віку мешканця становила 42,2 року. На 100 осіб жіночої статі у місті припадало 87,1 чоловіків;  на 100 жінок у віці від 18 років та старших — 85,9 чоловіків також старших 18 років.
Середній дохід на одне домашнє господарство  становив 28 672 долари США (медіана — 23 583), а середній дохід на одну сім'ю — 32 080 доларів (медіана — 31 477). Медіана доходів становила 24 375 доларів для чоловіків та 20 156 доларів для жінок. За межею бідності перебувало 36,4 % осіб, у тому числі 54,9 % дітей у віці до 18 років та 20,4 % осіб у віці 65 років та старших.
Цивільне працевлаштоване населення становило 169 осіб. Основні галузі зайнятості: освіта, охорона здоров'я та соціальна допомога — 26,0 %, роздрібна торгівля — 17,8 %, мистецтво, розваги та відпочинок — 11,2 %, транспорт — 10,1 %.